# Plaid Cymru
Plaid Cymru-O Partido do País de Gales (Pronúncia em galês: [plaɪd ˈkəmrɨ]), em inglês:  The Party of Wales) é um partido político de centro-esquerda do País de Gales. Tem como principal bandeira o estabelecimento do Estado independente Galês dentro da União Europeia.
O Plaid Cymru foi formado em 1925 e conquistou seu primeiro assento no Parlamento britânico em 1966. O partido controla um dos quatro assentos reservados a Gales no Parlamento Europeu, quatro dos 40 assentos reservados a Gales no Parlamento britânico, 10 dos 60 assentos na Assembleia Nacional do País de Gales e 200 dos 1.264 conselhos de autoridade local.

## Resultados eleitorais

### Eleições legislativas do Reino Unido

#### Os resultados referem-se ao País de Gales
| Data    | Líder              | Votos   | %    | +/-     | Deputados | +/-     | Status            |
| ------- | ------------------ | ------- | ---- | ------- | --------- | ------- | ----------------- |
| 1929    | Saunders Lewis     | 609     | 0,0  |         | 0 / 36    |         | Extra-parlamentar |
| 1931    | Saunders Lewis     | 2 050   | 0,2  | 0,2     | 0 / 36    | Estável | Extra-parlamentar |
| 1935    | Saunders Lewis     | 2 534   | 0,3  | 0,1     | 0 / 36    | Estável | Extra-parlamentar |
| 1945    | Abi Williams       | 16 017  | 1,2  | 0,9     | 0 / 36    | Estável | Extra-parlamentar |
| 1950    | Gwynfor Evans      | 17 580  | 1,2  | Estável | 0 / 36    | Estável | Extra-parlamentar |
| 1951    | Gwynfor Evans      | 10 920  | 0,7  | 0,5     | 0 / 36    | Estável | Extra-parlamentar |
| 1955    | Gwynfor Evans      | 45 119  | 3,1  | 2,4     | 0 / 36    | Estável | Extra-parlamentar |
| 1959    | Gwynfor Evans      | 77 571  | 5,2  | 2,1     | 0 / 36    | Estável | Extra-parlamentar |
| 1964    | Gwynfor Evans      | 69 507  | 4,8  | 0,4     | 0 / 36    | Estável | Extra-parlamentar |
| 1966    | Gwynfor Evans      | 61 071  | 4,3  | 0,5     | 0 / 36    | Estável | Extra-parlamentar |
| 1970    | Gwynfor Evans      | 175 016 | 11,5 | 7,2     | 0 / 36    | Estável | Extra-parlamentar |
| 02/1974 | Gwynfor Evans      | 171 374 | 10,8 | 0,7     | 2 / 36    | 2       | Oposição          |
| 10/1974 | Gwynfor Evans      | 166 321 | 10,8 | Estável | 3 / 36    | 1       | Oposição          |
| 1979    | Gwynfor Evans      | 132 544 | 8,1  | 2,7     | 2 / 36    | 1       | Oposição          |
| 1983    | Dafydd Wigley      | 125 309 | 7,8  | 0,3     | 2 / 38    | Estável | Oposição          |
| 1987    | Dafydd Elis-Thomas | 123 599 | 7,3  | 0,5     | 3 / 38    | 1       | Oposição          |
| 1992    | Dafydd Wigley      | 156 796 | 9,0  | 1,7     | 4 / 38    | 1       | Oposição          |
| 1997    | Dafydd Wigley      | 161 030 | 9,9  | 0,9     | 4 / 40    | Estável | Oposição          |
| 2001    | Ieuan Wyn Jones    | 195 893 | 14,3 | 4,4     | 4 / 40    | Estável | Oposição          |
| 2005    | Dafydd Iwan        | 174 838 | 12,6 | 1,8     | 3 / 40    | 1       | Oposição          |
| 2010    | Ieuan Wyn Jones    | 165 394 | 11,3 | 1,3     | 3 / 40    | Estável | Oposição          |
| 2015    | Leanne Wood        | 181 694 | 12,1 | 0,8     | 3 / 40    | Estável | Oposição          |
| 2017    | Leanne Wood        | 164 466 | 10,4 | 1,7     | 4 / 40    | 1       | Oposição          |
| 2019    | Adam Price         | 153 265 | 9,9  | 0,5     | 4 / 40    | Estável | Oposição          |
| 2024    | Rhun ap Iorwerth   | 194 811 | 14,8 | 4,9     | 4 / 32    | 2       | Oposição          |

### Eleições regionais do País de Gales
| Data | Líder           | Distrito Eleitoral | Distrito Eleitoral | Distrito Eleitoral | Regional | Regional   | Regional | Deputados | +/- | Status   |
| Data | Líder           | Votos              | %                  | +/-                | Votos    | %          | +/-      | Deputados | +/- | Status   |
| ---- | --------------- | ------------------ | ------------------ | ------------------ | -------- | ---------- | -------- | --------- | --- | -------- |
| 1999 | Dafydd Wigley   | 290 572            | 28,4 (2.º)         |                    | 312 048  | 30,6 (2.º) |          | 17 / 60   |     | Oposição |
| 2003 | Ieuan Wyn Jones | 180 185            | 21,2 (2.º)         | 7,2                | 167 653  | 19,7 (2.º) | 10,9     | 12 / 60   | 5   | Oposição |
| 2007 | Ieuan Wyn Jones | 219 121            | 22,4 (2.º)         | 1,2                | 204 757  | 21,0 (3.º) | 1,3      | 15 / 60   | 3   | Governo  |
| 2011 | Ieuan Wyn Jones | 182 907            | 19,3 (3.º)         | 3,1                | 169 799  | 17,9 (3.º) | 3,1      | 11 / 60   | 4   | Oposição |
| 2016 | Leanne Wood     | 209 376            | 20,5 (2.º)         | 1,2                | 211 548  | 20,8 (2.º) | 2,9      | 12 / 60   | 1   | Oposição |
| 2021 | Adam Price      | 225 376            | 20,3 (3.º)         | 0,2                | 230 161  | 20,7 (3.º) | 0,1      | 13 / 60   | 1   | Oposição |

### Eleições europeias

#### Resultados referentes ao País de Gales
| Data | Votos   | %    | +/-  | Deputados | +/-     |
| ---- | ------- | ---- | ---- | --------- | ------- |
| 1979 | 83 399  | 11,7 |      | 0 / 4     |         |
| 1984 | 103 031 | 12,2 | 0,5  | 0 / 4     | Estável |
| 1989 | 115 062 | 12,9 | 0,7  | 0 / 4     | Estável |
| 1994 | 162 478 | 17,1 | 4,2  | 0 / 5     | Estável |
| 1999 | 185 235 | 29,6 | 12,5 | 2 / 5     | 2       |
| 2004 | 159 888 | 17,1 | 12,5 | 1 / 4     | 1       |
| 2009 | 126 702 | 18,5 | 1,4  | 1 / 4     | Estável |
| 2014 | 111 695 | 15,3 | 3,2  | 1 / 4     | Estável |
| 2019 | 163 928 | 19,6 | 4,3  | 1 / 4     | Estável |

## Ver tambèm
- YesCymru